# Distretto di Chocos
Il distretto di Chocos è uno dei trentatré distretti della provincia di Yauyos, in Perù. Si trova nella regione di Lima e si estende su una superficie di 213,37 chilometri quadrati.
Istituito il 7 aprile 1954, ha per capitale la città di Chocos.